# Júlia Barata
Júlia Barata (Coimbra, 1981) é uma autora de banda desenhada e ilustradora portuguesa, premiada no Festival IndieLisboa de 2022  

## Biografia
Júlia Barata licenciou-se em Arquitetura no Instituto Superior Técnico de Lisboa. Até 2019 trabalhou como arquiteta e paralelamente, como autora de banda desenhada e ilustradora. Viveu em vários países e cidades, Portugal,  Moçambique, Espanha, Holanda e em 2013 foi para Buenos Aires, Argentina.
Participou em diversos fanzines colectivos e e em edições independentes de banda desenhada na Argentina e em Portugal, como a antologia Zona de Desconforto da Chili Com Carne (2014). Em 2017 publica Gravidez um relato autobiográfico sobre as transformações da sua vida num relato irónico de grafismo punk, em alto-contraste a preto e branco.
Em 2019 publica Quotidiano de Luxo, outra novela gráfica autobiográfica que a autora considera como uma sequela do livro Gravidez, mantendo o mesmo humor e acrescentado ao registo gráfico a cor vermelha. Publica ainda 2 histórias de amor, um fanzine auto-editado em Buenos Aires em 2016 e editado em 2019 pela Douda Correria em Lisboa.
Publica, em 2022, em Buenos Aires a sua quarta novela gráfica Familia, com o mesmo enfoque autobiográfico e um relato do quotidiano no seu registo gráfico a preto branco e vermelho.

## Obras Seleccionadas
Entre as suas obras encontram-se os Livros: 
- Gravidez [5]

- Quotidiano de Luxo [8]

- 2 histórias de amor [9]

- Familia [12]

## Prémios
Ganhou o Prémio Novíssimos Betcli, no Festival Indie Lisboa de 2022,  com a curta de animação Tindergraf.  